# Хмелёв, Павел Васильевич
Павел Васильевич Хмелёв (1923, Коктал — 13 декабря 1943, Житомирская область) — командир противотанкового орудия 7-го гвардейского кавалерийского полка 2-й гвардейской Краснознамённой кавалерийской дивизии 1-го гвардейского Житомирского кавалерийского корпуса 60-й армии 1-го Украинского фронта, гвардии сержант. Герой Советского Союза.

## Биография
Родился в 1923 году в селе Кок-Тал ныне Панфиловского района Алма-Атинской области Казахстана в крестьянской семье. Русский. Член ВЛКСМ с 1938 года. После окончания школы-семилетки учился в автодорожном техникуме в Самарканде.
В марте 1942 года призван в ряды Красной Армии. В боях Великой Отечественной войны с 1942 года. Воевал на Центральном и 1-м Украинском фронтах.
13 декабря 1943 года на рубеже Гуйва — Пряжев, где оборонялись части кавалерийской и стрелковой дивизий, гитлеровцы перешли в наступление, бросив в бой до двух полков мотопехоты и более пятидесяти танков.
Смяв оборону стрелковых подразделений, фашистские танки и мотопехота устремились по Бердичевскому шоссе к Житомиру. На подступах к городу им преградили путь гвардейцы 7-го гвардейского кавалерийского полка.
Орудие комсомольца гвардии сержанта П. В. Хмелёва заняло позицию у моста через реку Тетерев. 15 фашистских танков при поддержке мотопехоты на бронетранспортёрах грозной лавиной шли по мосту. Бесстрашный командир орудия, подпустив врага на прямой выстрел, подал команду открыть огонь по головному.
Один за другим били снаряды по стальному чудовищу. Чёрный столб дыма — и «тигр» замер на месте, запылал. Но враг продолжал наседать, пытаясь уничтожить храбрецов. От огня танков гибли боевые друзья. П. В. Хмелёв сам стал у орудия. Меткие выстрелы, и ещё один фашистский танк пылает.
Орудие вело непрерывный огонь. Осколки вражеских снарядов и пули автоматчиков осыпали позицию. Но П. В. Хмелёв думал только об одном: врага надо остановить, уничтожить. Невиданное единоборство противотанкового орудия с наступающими танками и мотопехотой противника продолжалось.
Третий танк замер на подступах к огневой позиции орудия. Гитлеровцы пытались на бронетранспортёре зайти в тыл, но П. В. Хмелёв вовремя заметил этот манёвр врага. Быстрый разворот, меткий выстрел, и бронированная машина запылала. А танки продолжали двигаться к мосту. Напрягая последние силы, П. В. Хмелёв в упор расстрелял четвёртую машину.
Ошеломлённые неожиданным упорством, стойкостью и храбростью советского орудийного расчёта, вражеские танки отошли в укрытие. В этом бою расчёт П. В. Хмелёва, отбив атаки фашистов, уничтожил 4 танка, одну бронемашину, 2 автомашины с боеприпасами и много гитлеровских солдат и офицеров.
После короткой передышки гитлеровцы снова двинулись в атаку. В новом бою старший сержант Павел Васильевич Хмелёв погиб, но врага не пропустил. Похоронен в п.г.т. Чоповичи Малинского района Житомирской области.
Указом Президиума Верховного Совета СССР от 3 июня 1944 года за мужество и героизм, проявленные в боях при освобождении Житомирщины гвардии сержанту Павлу Васильевичу Хмелёву посмертно присвоено звание Героя Советского Союза.

## Награды
Награждён орденами Ленина, Красного Знамени, Отечественной войны 1-й степени, Красной Звезды, медалями.

## Память
Именем Героя названа улица и установлена мемориальная доска в селе Кок-Тал. В городе Житомир Герою установлен памятный знак.